# Скалон, Ольга Ивановна
Ольга Ивановна Скалон (28 октября 1905 года — 1980) — советский энтомолог и паразитолог. Изучала блох. В 1966 году по совокупности опубликованных работ присвоена учёная степень кандидата биологических наук. Автор ценных фотографий, иллюстрирующих историю ХМАО. Имела государственные награды.

## Биография
Родилась в деревне Барышки, теперь Ивановская область. Окончила Томский университет по специальности «зоология беспозвоночных». В 1939—1941 вместе с мужем работала в Кондо-Сосьвинском заповеднике. Собрала большую коллекцию насекомых, изучала паразитов соболя. Уехав из заповедника, продолжала заниматься наукой.
Муж — Скалон В. Н., биолог-охотовед, профессор.
Описала новый вид блохи Paradoxopsyllus scorodumovi, названный в честь эпидемиолога А. М. Скородумова.